# Право на социјално осигурање на подручју Демократске Федеративне Југославије
Право на социјално осигурање на подручју Демократске Федеративне Југославије било је једно од првих права из области социјалне заштите установљено након ослобођења Југославије 1945. године.

## Историја
Право на социјално осигурање, као први правни акт из ове области, на подручју Демократске Федеративне Југославије реулисало је Председништво Антифашистичког већа народног ослобођења Југославије, доношењем Законом о спровођењу социјалног осигурања на подручју Демократске Федеративне Југославије, 2. маја 1945. године, за следеће случајеве:
- болести,
- изнемоглости, старости, смрти (пензионог осигурања),
- несреће,
- незапослености.

## Реализација права на социјално осигурање
О реализацији овог закона старао се Средишњи завод за социјално осигурање са седиштем у Загребу, који је спроводио осигурање преко земаљских завода за социјално осигурање, осниваних у седиштима федералних је диница.
Средишњи завод за социјално осигурање спроводио је осигурање за случај изнемоглости, старости и смрти (пензионо осигурање), несреће и неупослености.
Земаљски заводи за социјално осигурање — преко својих филијала, спроводили су осигурање за случај болести, а све остале врсте осигурања спроводили су као органи Средишњег завода. Дотадашњи окружни уреди за осигурање радника, обласне управе Болесничког фонда државног саобраћајног особља и братинске благајне рударских радника постали су филијале земаљских завода, а све остале установе обавезног социјалног осигурања у болести постале су привремене експозитуре надлежних филијала завода.

## Хронологија Закона о праву на социјално осигурање
Процес формирања државног социјалног осигурања, започет доношењем Законом о спровођењу социјалног осигурања на подручју Демократске Федеративне Југославије, од 2. маја 1945. године, преточен је у Закона о социјалном осигурању радника, намештеника 1946. године, а затим до краја регулисан Законом о социјалном осигурању радника и службеника и њихових породица, од 21. јануара 1950. године.